# Melicope forbesii
Melicope forbesii är en vinruteväxtart som först beskrevs av Baker f., och fick sitt nu gällande namn av Thomas Gordon Hartley. Melicope forbesii ingår i släktet Melicope och familjen vinruteväxter. Inga underarter finns listade i Catalogue of Life.